# Antirrhinum hispanicum
Antirrhinum hispanicum là một loài thực vật có hoa trong họ Mã đề. Loài này được Chav. mô tả khoa học đầu tiên năm 1833.

## Hình ảnh

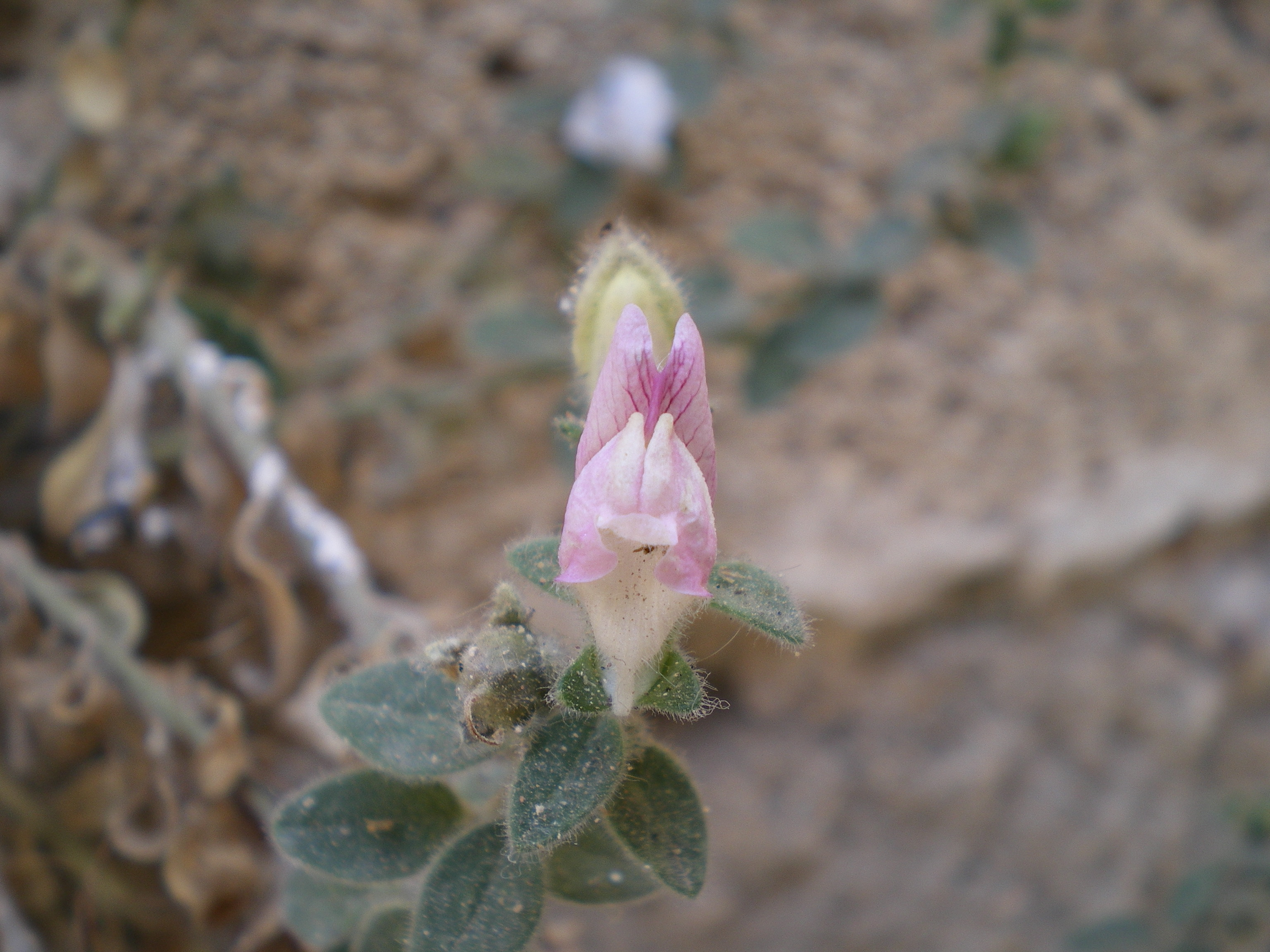
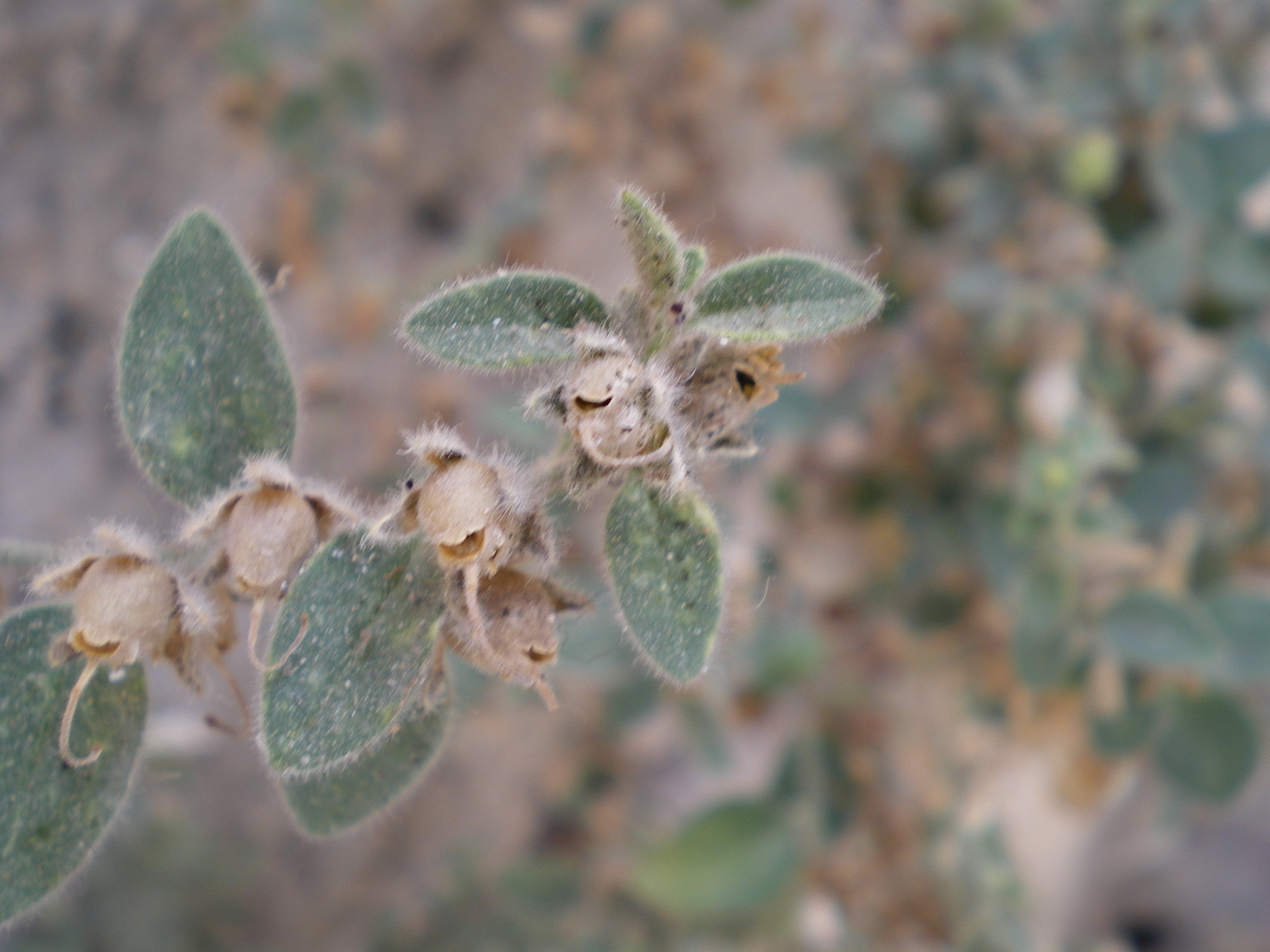
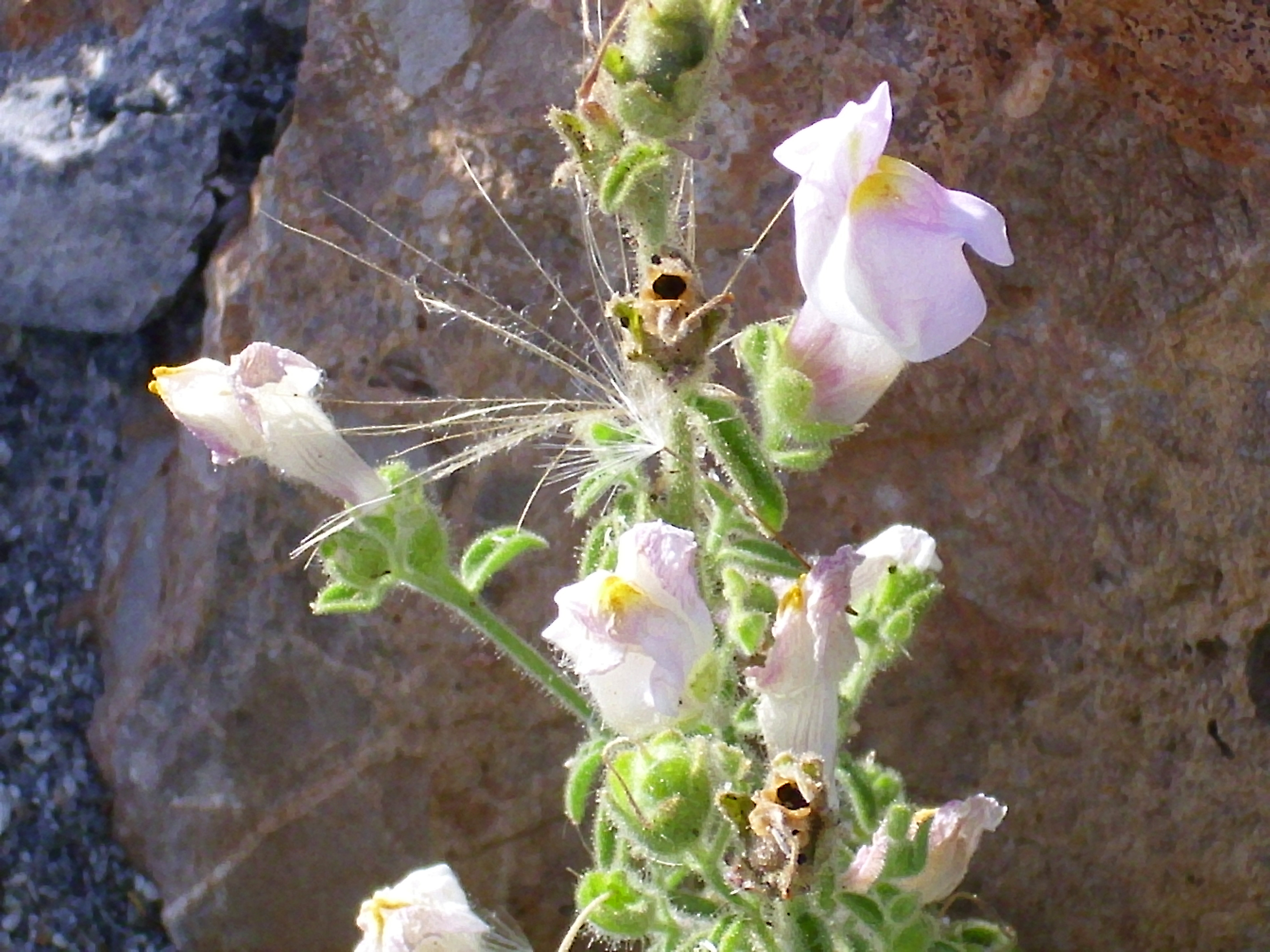
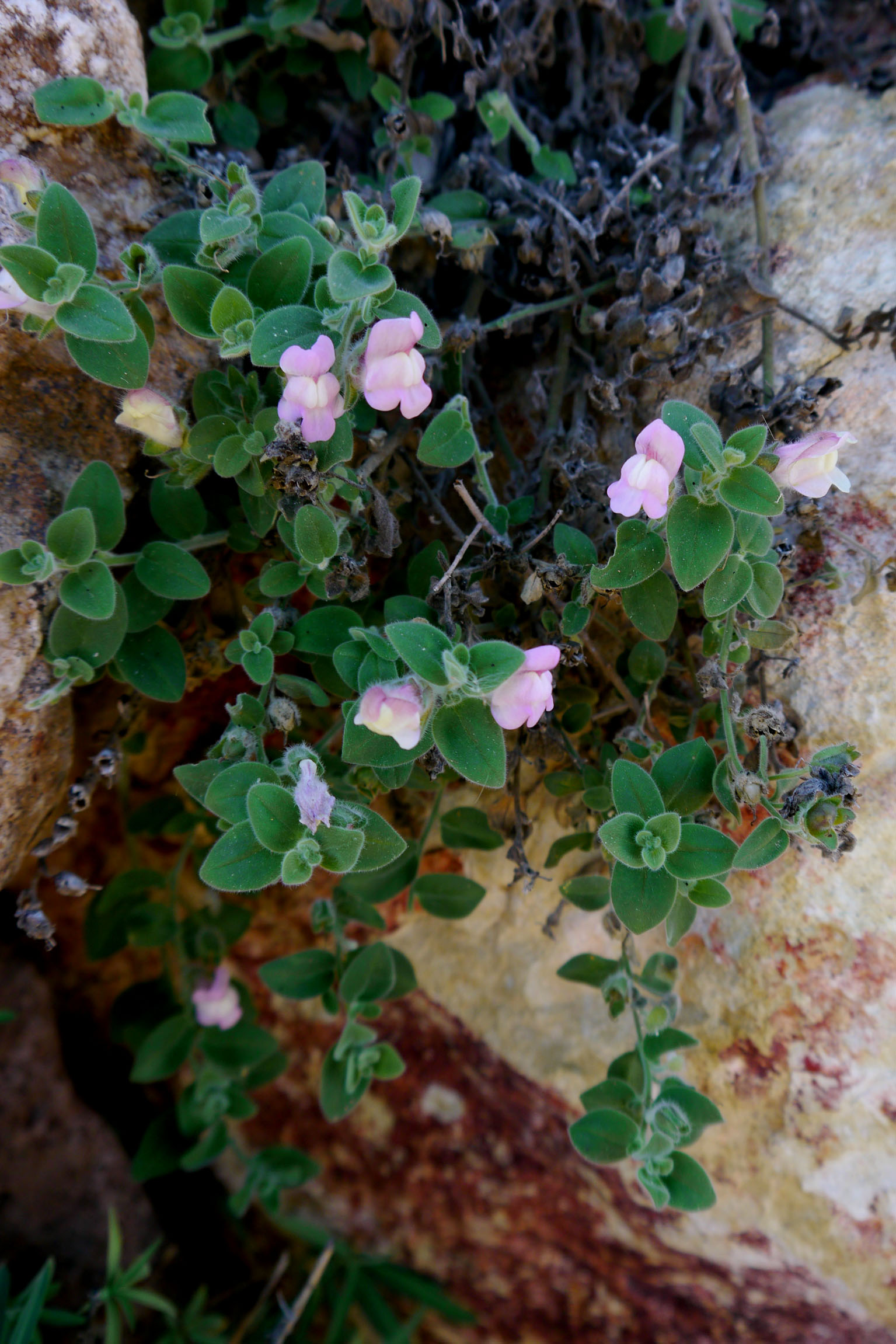